# Качалинская улица
Кача́линская у́лица — улица в центре Москвы в Таганском районе параллельно Волгоградскому проспекту.

## Происхождение названия
Улица известна с XIX века, однако происхождение названия до сих пор не установлено. По всей видимости, улица была так названа по землевладельцу или домовладельцу.

## Описание
Качалинская улица начинается от Стройковской улицы и проходит на юго-восток параллельно Волгоградскому проспекту, слева к ней примыкает Иерусалимская улица, затем поворачивает на юг и выходит на проспект.

## Здания и сооружения
По нечётной стороне: дом 7 и дом 9
По чётной стороне: